# Obusier Type 45 240 mm
L'obusier Type 45 240 mm (四五式二十四糎榴弾砲, Yongo-shiki Nijyūyon-senchi Ryūdanhō) était une pièce d'artillerie de siège utilisé par l'Armée Japonaise durant la Première et la Seconde guerre mondiale.  La dénomination  Type 45  indique que cet obusier a été adopté par l'Armée impériale  la 45e année du règne de l'Empereur Meiji, soit 1912 dans le Calendrier grégorien Ce fut la première pièce d'artillerie de ce type conçu et fabriqué au japon.

## Histoire & développement
C'est durant la Guerre russo-japonaise de 1904-1905 que l'Armée impériale japonaise comprit toute l'importance d'avoir une artillerie lourde à tir courbe contre des positions ennemis fortifiées.  Pour venir à bout des défenses de la place forte de Port-Arthur, les forces japonaises utilisèrent  18 obusiers lourds Krupp de 280 mm  initialement positionnés  pour la défense de la baie de Tokyo.  Le transport et l'usage de pièce de ce calibre fut alors une première dans l'histoire militaire.
L'obusier Type 45, basé sur les enseignements de ce conflit, fut la première pièce d'artillerie de ce type entièrement conçu et fabriqué au Japon. Il était en dotation au sein des unités d'artillerie lourde de l'Armée nippone et celles d'artillerie côtière.

## Conception
L'obusier type 45 était une pièce d'artillerie extrêmement lourde, avoisinant les  38 t en position de tir. La mise en batterie d'une telle arme prenait un temps considérable  et nécessitait l'usage d'une grue pour l'installation du tube sur son affut.  Cet obusier était donc normalement utilisé à partir d'emplacements statiques spécialement aménagés, pour le siège ou la défense côtière .  Divisible  en plusieurs parties, son transport nécessitait pas moins de 10 camions.
Le Type 45 pouvait tirer un obus  de calibre  240 mm de 181 kg à près de 10 km. Il utilisait des munitions semi encartouchées :  l'obus était  constitué de 2 parties, l'ogive et la charge propulsive, qui étaient  transportées séparément et rassemblées au moment du chargement. Cela permettait aux artilleurs d'ajuster la charge de poudre en fonction des besoins de portée  du moment. Une fois le tir effectué, le canon était replacé en position horizontal afin d'être rechargé par la culasse (à filetage interrompu) , puis devait être à nouveau pointé pour le prochain tir.

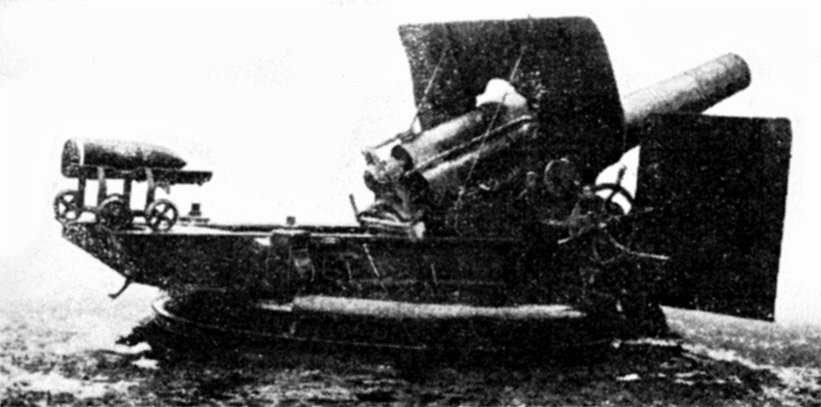
Autre vue du Type 45. À noter : l'obus est dans le chariot de chargement

## Engagements
Le type 45 fut déployé en combat pour la première fois lors du  siège de Tsingtao  lors de la Première Guerre mondiale, contre les défenses de l'Armée impériale Allemande. La Seconde Guerre sino-japonaise ne présenta aucune opportunité  d'utiliser une telle pièce, les canons de campagne de moindre calibre venant à bout des positions ennemis.
Cependant lors du début de la Seconde Guerre mondiale, le Type 45 reprit du service contre les forces  britanniques retranchées lors de la bataille de Hong Kong. Il fut utilisé par la suite durant l'invasion de Bataan et Corregidor, contre les positions fortifiées américaines dont Fort Drum qui furent pilonnées pendant près de 1 mois. Les archives militaires américaines attestent que les japonais tirèrent près de 1 047 obus de 240 mm avec leur type 45 sur Bataan (8 pièces du 1er régiment d'artillerie lourde sous le commandement du Colonel Hayakawa) et 2 915 sur Corregidor.
Dans les derniers moments de la guerre, cet obusier servit encore contre les forces soviétiques durant l'invasion de la Mandchourie.